# Mohendżo Daro

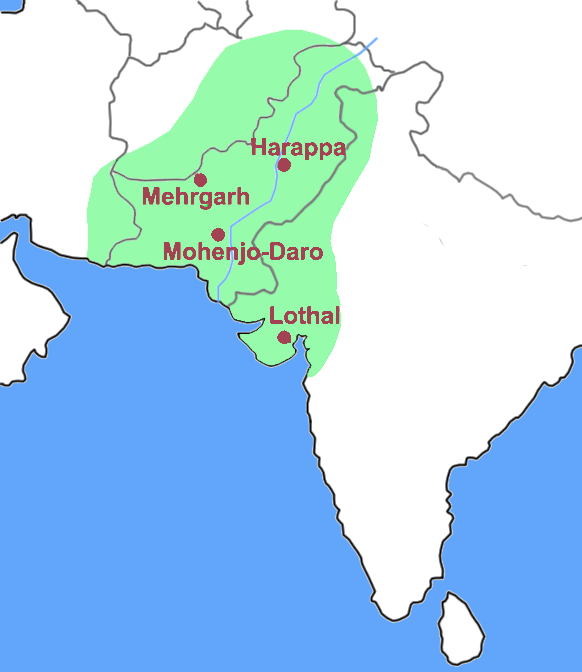
Położenie Mohendżo Daro w obszarze cywilizacji doliny Indusu

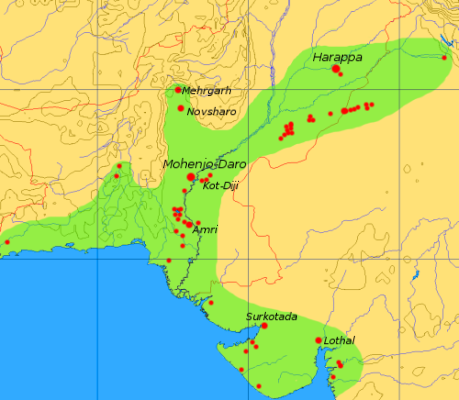
Bardziej szczegółowe położenie Mohendżo Daro

Mohendżo Daro (urdu موئن جودڑو, sindhi موئن جو دڙو IPA: [muˑənⁱ dʑoˑ d̪əɽoˑ] „Kopiec zmarłych”) – osada protomiejska w pobliżu brzegu Indusu (nie nad samą rzeką), znajdująca się na obszarze cywilizacji doliny Indusu, obecnie leżąca na terenie Pakistanu. Odkryta w 1922 przez angielskiego archeologa Johna Marshalla.
Miasto o powierzchni ponad 250 ha, otoczone było murem, którego głównym przeznaczeniem była najprawdopodobniej ochrona miasta przed częstymi wylewami Indusu (chociaż miasto nie było położone bezpośrednio nad brzegiem rzeki, lecz na szczycie wzniesienia, znajdującego się na terenie doliny zalewowej Indusu, co w dużym stopniu chroniło je przed regularnym zalewaniem). Najważniejsze budowle miejskie zidentyfikowane przez archeologów to:
- Wielka Łaźnia, położona w obrębie cytadeli miejskiej. Był to kompleks wielu komnat i ośmiu łazienek usytuowanych wokół basenu o wymiarach 12×7×2,5 metra. Na krótszych bokach basenu znajdowały się schody ułatwiające wejście i wyjście z basenu. Woda napływała z wykładanej cegłami studni. Dno basenu było pochyłe i strome.
- Dom Wodza, wyróżniający się wielkością dom położony na cytadeli na wschód od Wielkiej Łaźni. Posiadał tylko jedno wejście i pozbawiony był okien na zewnątrz budynku. Wszystkie okna wychodziły na dziedziniec wewnętrzny.
- Wielki Spichlerz, składający się z magazynów ustawionych na platformie, zbudowanej z 27 bloków z wąskimi kanałami wentylacyjnymi, zapewniającymi prawidłową cyrkulację powietrza. Położony był w zachodniej części cytadeli.
- Dom Zgromadzeń, położony na południe od cytadeli. Budynek składał się z sali o powierzchni 900 m²[4], krytej dachem wspartym na 29 drewnianych kolumnach, oraz niewielkiej komnaty o charakterze reprezentacyjnym.

Badania archeologiczne wykazały, że miasto zostało założone na dziewiczym terenie i zbudowane według planu około XXVI wieku p.n.e. Wejścia do domów prowadziły z bocznych uliczek, korytarz wejściowy prowadził na wewnętrzny dziedziniec do którego przylegały inne pomieszczenia. Miasto wyróżniało się również rozbudowaną siecią wodno-kanalizacyjną, stąd w większości domów jednym z pomieszczeń była łazienka z posadzką z wypalanych cegieł, a czasami również toaleta.
Według jednej z teorii zbudowane przez Drawidów w drugiej połowie III tysiąclecia p.n.e. 